# Готбзаде, Садек
Садек Готбзаде (перс. صادق قطب‌زاده‎; 24 февраля 1936, Исфахан — 16 сентября 1982, Тегеран) — иранский политик, видный деятель Исламской революции, в 1979—1980 — министр иностранных дел исламской республики. Был сподвижником и советником аятоллы Хомейни, однако жёстко конфликтовал с фундаменталистами-теократами. Пытался нормализовать отношения с США, разрешить кризис с американскими заложниками. Обвинён в заговоре против Хомейни, арестован и казнён.

## Оппозиционный эмигрант
Родился в семье предпринимателя — торговца лесоматериалами. С юности придерживался республиканских взглядов. В 1953 поддерживал правительство Мосаддыка, состоял в Национальном фронте. После свержения Мосаддыка стал убеждённым противником шахского режима Пехлеви. Дважды арестовывался за антиправительственную деятельность.
В 1959 выехал на учёбу с США. Окончил Школу дипломатической службы Джорджтаунского университета. На дипломатической церемонии в Вашингтоне вступил в драку с шахским послом Ардеширом Захеди, после чего выслан в Канаду, где продолжил образование.
После США и Канады побывал в Алжире, Египте, Сирии, Ираке. Установил контакты с видными деятелями иранской антишахской эмиграции. Сблизился с Ибрагимом Язди, Мустафой Чамраном, Али Шариати. Вступил в Движение свободы Ирана, возглавлявшееся Мехди Базарганом. Вместе с Чамраном и Язди участвовал в создании антишахской организации с базой в Египте. Сошёлся с Мусой Садром, обучался в Ливане вместе с шиитскими боевиками. Сотрудничал с движением Амаль.

## Советник Хомейни
В 1971 встретился в Ираке с аятоллой Хомейни. Затем поселился в Париже по сирийским поддельным документам. Работал корреспондентом сирийского издания, но основная деятельность Готбзаде протекала в эмигрантской оппозиционной политике. Он считался представителем т. н. «сирийской мафии» — группы иранских эмигрантов из окружения Хомейни, связанных с сирийскими и ливанскими шиитскими группировками.
После прибытия Хомейни во Францию в 1978 Садек Готбзаде сразу сделался видной фигурой в окружении аятоллы. Первоначально именно он обеспечил Хомейни жильём и бытовой инфраструктурой. Являлся его доверенным советником (что впоследствии отмечал шах Мохаммед Реза Пехлеви). САВАК организовала в Париже покушение на Готбзаде, но оно оказалось неудачным.
Полностью принимал хомейнистскую идеологию исламского фундаментализма. В то же время считался носителем определённых прозападных симпатий. Это проявлялось по большей части в эстетике, стиле поведения, склонности к определённому образу жизни, но частично отражалось и в политических установках. Для него была характерна демократическая риторика.

В своём консервативном деловом костюме он казался самым умеренным среди исламских фундаменталистов.

Решительно поддерживал Исламскую революцию в Иране, начавшуюся в 1978 году. Он вышел из Движения за свободу Ирана, дабы полностью сосредоточиться на хомейнистской политике. 1 февраля 1978 сопровождал Хомейни при его возвращении в Иран. Исполнял функции консультанта (преимущественно по иностранным делам) и переводчика аятоллы.

## Деятель Исламской республики

### Директор радио и телевидения
После прихода Хомейни к власти был включён в состав правящего Совета исламской революции. В день победы Исламской революции 11 февраля 1979 был назначен директором государственного радио и телевидения.
Определял информационную политику нового режима. Проводил курс шиитской теократии и исламизации, организовал масштабную чистку информационного аппарата, увольняя монархистов, левых и женщин. 
Иранское телевидение под руководством Готбзаде было названо словом, приблизительный перевод которого звучал как «мулловидение». 
Такая политика привела к массовым протестам — особенно женским — и даже попытке покушения на него 13 марта 1979.

### Министр иностранных дел
4 ноября 1979, в знак протеста против прибытия в США свергнутого шаха Мохаммеда Реза Пехлеви, группа радикальных исламских студентов захватила американское посольство в Тегеране. Несколько десятков дипломатов были взяты в заложники. Это привело к серьёзному международному кризису и осложнило иранскую внутриполитическую ситуацию.
Носители жёсткой фундаменталистской линии целенаправленно шли на конфронтацию с США. Но ряд влиятельных деятелей, к которым принадлежал и Садек Готбзаде, полагали обострение конфликта с США излишним и несвоевременным. В случае Готбзаде это было связано также с его антикоммунистическим и антисоветским настроем. Он выступал за последовательное противостояние не только Америке, но и СССР, был решительным противником иранской коммунистической партии Туде, добился закрытия в стране одного из советских консульств.
12 ноября 1979 ушёл в отставку министр иностранных дел Ибрагим Язди. Короткое время эти обязанности исполнял Абольхасан Банисадр (в скором будущем — первый президент Ирана), затем 29 ноября главой МИД исламской республики был назначен Садек Готбзаде.
Своей главной внешнеполитической задачей как министра иностранных дел он считал урегулирование кризиса с американскими заложниками. Особенно остро этот вопрос встал с конца декабря — после вторжения советских войск в Афганистан. Одновременно видел в советской политике прямую военную угрозу Ирану и поэтому торопился нормализовать ирано-американские отношения. Он публично призывал «обратить внимание на то, что происходит в посольстве, расположенном к югу от американского» — то есть на посольство СССР.
В феврале 1980 конфиденциально встретился в Париже с начальником аппарата Белого дома Гамильтоном Джорданом — представителем президента США Джимми Картера. Готбзаде предложил «сложный многоэтапный план» освобождения заложников. Однако этот план был сорван рядом факторов, в том числе американской неудачной попыткой силового решения (которое Готбзаде охарактеризовал как «акт войны»). Решающее же значение имела жёсткая позиция верховного правителя Ирана Хомейни, который заявил, что судьбу заложников определит иранский парламент. Отношения между Готбзаде и Хомейни сильно охладились.
Примерно через полгода, в конце июля 1980, Садек Готбзаде опубликовал открытое письмо к депутатам парламента. Он заявил, что берёт на себя решение проблемы заложников и выступил категорически против предания их суду (чего требовали радикальные хомейнисты). Министр резко осудил своих оппонентов, обвинив их в содействии СССР и Рональду Рейгану, который был тогда кандидатом в президенты США и, по словам Готбзаде, не был заинтересован в решении проблемы заложников при администрации Картера. Это выступление подверглось резкой критике в официозе советской пропаганды телепрограмме Время.
Усилия Готбзаде оказались тщетны. Через несколько дней он был отстранён от должности и заменён Каримом Ходапанахи.

### Политическое поражение
Неудача на министерском посту объяснялась отсутствием собственного политического ресурса и социальной базы. Готбзаде не мог опереться на структурную политическую силу, не имел организованных сторонников. Его влияние основывалось на благоволении Хомейни, и при изменении позиции аятоллы сразу сошло на нет.
Отсутствовала у Готбзаде и массовая поддержка. До революции он был почти неизвестен в стране, после революции воспринимался как «технический сотрудник» Хомейни. В январе 1980 он под общедемократическими и исламско-национальными лозунгами участвовал в президентских выборах — и, несмотря на активную пропаганду кандидатуры, занял последнее место, получив менее 50 тысяч голосов, около 0,3 %.

## Оппозиционность и аресты
После отстранения от должности отошёл от активной политики. Жил в Тегеране, занимался семейным бизнесом, изучал исламское право. Встречался с представителями «диссидентского» духовенства, зондируя возможности создания исламской оппозиции.
Политическая ситуация в Иране тем временем обострялась, режим исламской республики ужесточался. Антиклерикальные организации, прежде всего ОМИН, развернули террористическую борьбу против правящей теократии. Власти отвечали массовыми репрессиями. На таком фоне Садек Готбзаде — с его неоднозначной репутацией — неминуемо становился объектом преследований.

Эта революция, в которой я участвовал, стала кошмаром нации. Я знаю свою вину. Я остаюсь лицом к лицу с судьбой.

Садек Готбзаде

Первый раз был арестован 7 ноября 1980. Его обвинили в агитации против Исламской республиканской партии и планировании убийства Хомейни. Однако уже через три дня он был освобождён по личному указанию Хомейни.
8 апреля 1982 был вновь арестован — в составе большой группы, насчитывавшей до тысячи офицеров и священнослужителей, близких к оппозиционному аятолле Шариатмадари. Все они обвинялись в заговоре против Хомейни и подготовке его убийства. Следствие утверждало, будто Готбзаде должен был стать одним исполнителей и установить в доме Хомейни взрывное устройство.
На этот раз Хомейни не стал защищать Готбзаде. Допросы проводились жёстко: по ряду сведений, к подследственным применялись пытки. То же впечатление возникало от вида Готбзаде на телеэкране. Он отвергал обвинения, касавшиеся его лично, но признал существование заговора с целью свержения режима и установления «настоящей республики». Он дал все затребованные показания на Шариатмадари.

## Суд и казнь
Судебный процесс проходил в Военно-революционном трибунале под председательством ходжат-оль-ислама Мохаммада Рейшахри, известного своей жестокостью и крайними хомейнистскими взглядами. Рейшахри приписал Готбзаде связи с «феодалами, левыми группировками, лживыми священнослужителями, Национальным фронтом, династией Пехлеви, Израилем и Социнтерном» (одновременно). По имеющимся сведениям, Хомейни длительное время не мог определиться относительно приговора, однако в итоге санкционировал смертную казнь. Садек Готбзаде был расстрелян в тегеранской тюрьме Эвин.
Находившийся в Париже изгнанный экс-президент Абольхасан Банисадр назвал эту казнь «сведением счётов». Многие иностранные наблюдатели посчитали, что Готбзаде поплатился за свой «западный бэкграунд». Некоторые иранские аналитики усмотрели в казни Готбзаде результат совместной акции консервативного духовенства и компартии Туде (в следующем году иранские коммунисты также подверглась репрессиям и разгрому).

До самого расстрела он оставался человеком двусмысленности.

## Слухи и версии, личность и оценки
Садек Готбзаде никогда не был женат и не имел семьи. 
Романтические внебрачные отношения связывали его с канадской журналисткой Кэрол Джером. В 1987 Джером опубликовала книгу The Man in the Mirror: A Story of Love, Revolution and Treachery in Iran, где на фоне обзора иранских событий описала свою связь с Готбзаде.
Существуют предположения о давней завербованности Готбзаде советскими спецслужбами (об этом писал, в частности, бывший офицер КГБ перебежчик Владимир Кузичкин). Фактологических и документальных подтверждений эти версии не имеют.
Современные иранские авторы констатируют, что мало кто в стране помнит деятельность и особенности позиций Садека Готбзаде. Но при этом они отдают должное его убеждённости, активности, способности переосмыслить свои прежние воззрения, признать совершённые ошибки и пытаться их исправить.